# Museu Arqueològic de Son Fornés

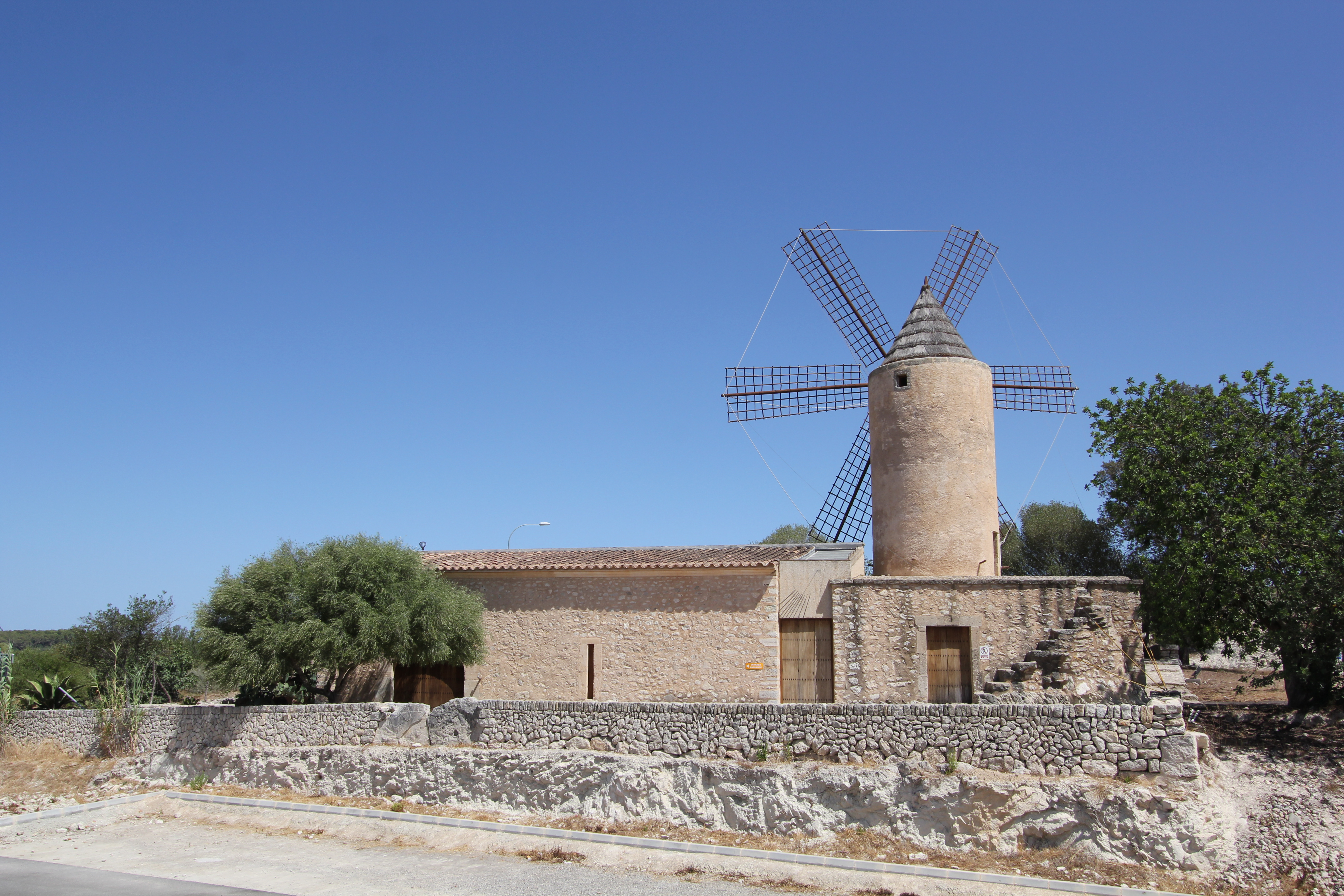
Vista exterior del Molí des Fraret, seu del Museu Arqueològic de Son Fornés

El Museu Arqueològic de Son Fornés recull l'exposició de les comunitats que visqueren al jaciment de Son Fornés des d'èpoques prehistòriques. S'emplaça a la localitat de Montuïri, a la comarca d'Es Pla de Mallorca, en un antic molí fariner anomenat el Molí des Fraret (x=02º59'18 - y= 39º35'23).

## El Molí des Fraret

### Ubicació
També anomenat Molí d'en Guillem Fraret o Molí des metge Fraret segons referències orals, l'actual Molí des Fraret es troba al nord-est del nucli urbà de Montuïri, en un punt adjacent al camí vell de Sant Joan i vora la rodona per on passa la carretera local que condueix a aquesta població. Està envoltat per terrenys de cultiu al vessant nord del turó del Velar de Sa Torre, que delimita el nucli urbà de Montuïri per la part de gregal.
L'exterior del molí està delimitat per una paret seca que conforma un recinte poligonal de planta irregular, en el qual s'hi troba un pou, diverses piques de pedra tallades i pedrissos (bancs de pedra) on els qui anaven a fer la farina esperaven el seu torn; així mateix, compta amb un corral de figueres de moro, un antic garrover, un ullastre, magraners i figueres.

Actualment disposa d'una àmplia zona d'aparcament annexa que comparteix amb l'Escoleta Infantil Sa Gallineta Rossa i el CEIP de la localitat, Joan Mas i Verd.

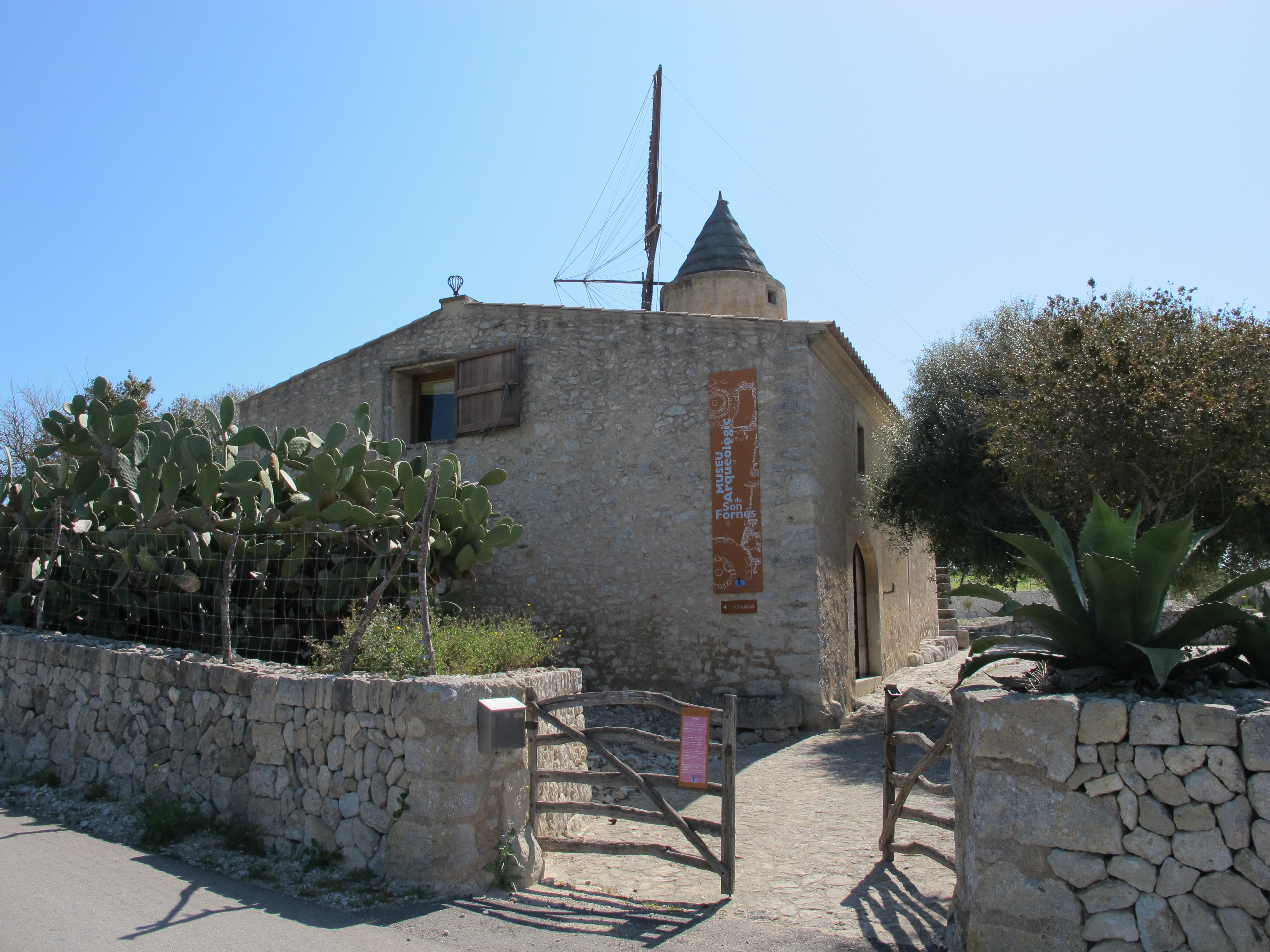
Entrada al Museu Arqueològic de Son Fornés

### Tipus de molí
Es distingeixen tres tipus de molí per fer farina: el de vent (on el vent fa girar les moles), el d'aigua (on és aquesta qui genera energia per moure les moles) i el de sang (on són els animals qui mouen les moles per tracció).
El Molí des Fraret és un molí de vent fariner; concretament, és un molí amb casa d'un pis, la construcció dels quals es sol situar entre els segles xvi i xvii.
És un complex constructiu integrat format per la torre i la casa del molí, que servia d'habitatge al moliner i a la seva família. Aquesta està formada per dues naus de volta de canó a les quals s'annexa una construcció de planta rectangular coberta per dos aiguavessos, on antigament s'hi situaven la portassa, l'estable i la cuina.
La torre descansa sobre la roca natural; està construïda amb pedres irregulars i morter de ciment i té una alçada de 7 m (des de l'envelador) i un diàmetre de 4 m. Al seu interior no s'hi conserva cap nivell original, tan sols les jàsseres d'alzina que suportaven les moles, per sobre les quals s'hi construí una estructura de ferro per tenir accés al mirador. Una porta a la base de la torre la comunica amb el que avui és el museu.
A l'interior de la torre hi ha una escala de caragol que arrenca a la part baixa de la torre i condueix fins a la cúpula; a mitjan escala hi ha una porta que s'obre al sostre del molí.
La cúpula és cuneïforme i disposa de finestrons a la base. L'eix del molí té una llargària de 4m i pesa uns 400 kg, incloent l'estrella; en total subjecta 6 antenes de 7 m de llarg, el conjunt de les quals pesa 720 kg.

### Història
No és fins al s. XVI que es té constància d'un molí de vent a Montuïri, i la majoria dels que hi ha actualment al poble es construïren entre els s. XVI i XVII. L'any 1830 hi havia 21 molins de vent a Montuïri (si bé altres fonts parlen de 21), més els de les possessions. Els molins es troben en solitari o bé en un conjunt a la zona alta del poble, per poder agafar bé el vent, com és el cal de la zona de Montuïri coneguda com «El Molinar» on es construïren en teringa. El Molí des Fraret està al costat del Molí de Sa Torre, però no formava part tècnicament de cap conjunt de molins.
Entre mitjan segle xviii fins a la primera meitat del segle xix el molí va pertànyer a la família Verger, àlies Fraret. La primera notícia de la relació d'aquesta família amb el molí és del 1760, quan consta que Joan Verger "Fraret" n'era el propietari de la casa i del molí, mentre que la darrera és del 1863 quan hi vivien 5 persones, entre elles Joan Verger "Fraret" que n'era el moliner, com el seu avantpassat; les fonts orals informen que Bernat Fraret fou el següent propietari.
Els darrers habitants del molí foren la família Cerdà, de can Lloret, que abandonaren l'edifici a principis dels anys setanta del s.XX, i cap d'ells recordava haver vist funcionar mai el molí durant la seva estada, sinó que just s'utilitzava com a habitacle. Comptava amb una habitació, una cuina, una habitació que feia de rebost i un petit quartet sense finestres i molt petit on hi havia una pica molt grossa; també hi havia una escala que duia a la sala.
Des d'octubre de 1990 és propietat de l'Ajuntament de Montuïri.
Tant el molí com els edificis annexos van ser restaurats a través de l'Escola taller de restauració del patrimoni gestionada pel Servei Fodesma del Consell de Mallorca en col·laboració amb l'INEM/FSE i l'Ajuntament de Montuïri. Les obres es van dur a terme entre el gener de 1994 i l'abril de 1996. A inicis del 1998 el taller de restauració de molins del Consell de Mallorca instal·là el capell i l'antenada a la torre del molí. L'any 2002 el greu temporal que afectà l'illa de Mallorca va causar desperfectes importants a l'estructura aèria del molí, especialment a l'antenada que va quedar destruïda; el Departament de Medi Ambient del Consell de Mallorca amb la col·laboració de l'Ajuntament de Montuïri construïren novament el capell i l'antenada l'any 2010 en el programa de restauració del medi rural.

## El Museu

### Història
L'1 de juny del 2001 el Museu Arqueològic de Son Fornés obrí les portes a l'edifici del Molí, on pot visitar-se una exposició sobre les comunitats que visqueren a Son Fornés des d'èpoques prehistòriques.
Ja l'any 1999 s'havia creat la Fundació Son Fornés, que va ser una institució sense ànim de lucre amb la finalitat d'investigar, preservar i divulgar les troballes fetes al jaciment. A partir de l'any 2008, exhaurida la fundació, la gestió del Museu va passar a ser compartida gràcies a un conveni entre l'Ajuntament de Montuïri i la Universitat Autònoma de Barcelona (UAB).
El Molí des Fraret alberga també un centre de recerca del Grup de recerca d'Arqueoecologia Social Mediterrània (ASOME) vinculat a la Universitat Autònoma de Barcelona, que en coordina les feines d'investigació en curs i hi planifica les intervencions arqueològiques. La direcció científica del grup recau en Vicenç Lull, Rafa Micó, Cristina Rihuete i Roberto Risch.

### L'exposició permanent[5]
El Museu de Son Fornés compta amb un total de 5 espais expositius que articulen l'exposició que conté. En el primer espai s'hi recull l'emplaçament espacial i temporal del jaciment de Son Fornés a través de plafons i de banderoles sincròniques de les diferents fases d'ocupació del mateix vers altres zones del món per tal que el visitant s'ubiqui prèviament a fer la visita. Així mateix, s'hi exposa la trajectòria de les excavacions des que s'iniciaren el 1975 fins a l'actualitat.

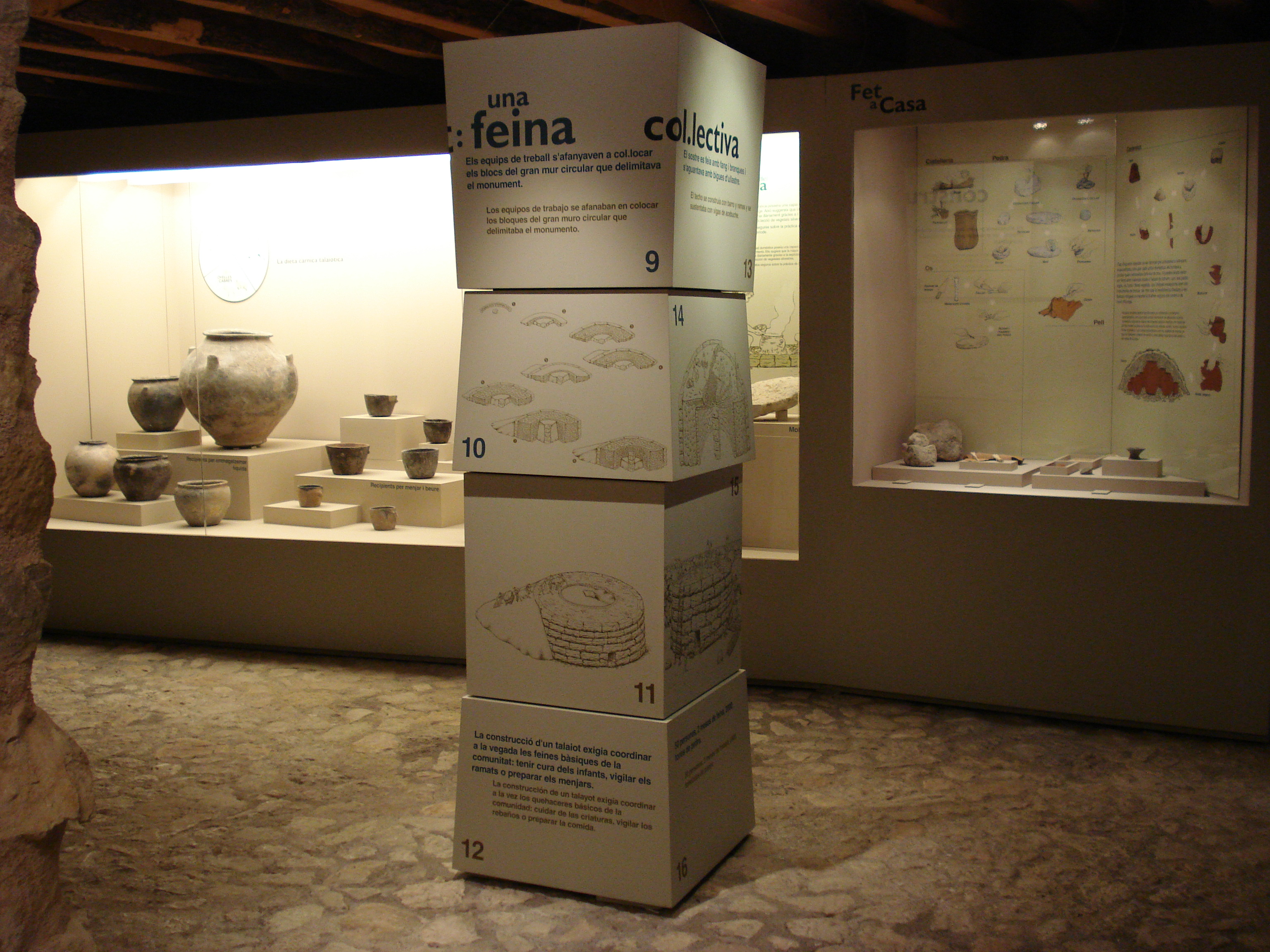
Sala talaiòtica

#### Sala talaiòtica (900-550 a.n.e.)
És l'espai expositiu més ampli de tot el museu. De manera interactiva el visitant es pot apropar a la vida quotidiana de la comunitat de Son Fornés d'època talaiòtica i entendre la complexitat d'aquest període en general. A partir dels materials exposats es pot conèixer com era la ceràmica que feien, com s'organitzaven, com es construïen els talaiots, etc, i descobrir de manera directa com era una de les etapes més importants i enigmàtiques de la Prehistòria Balear.

#### Sala posttalaiòtica (550 - 250 a.n.e.)

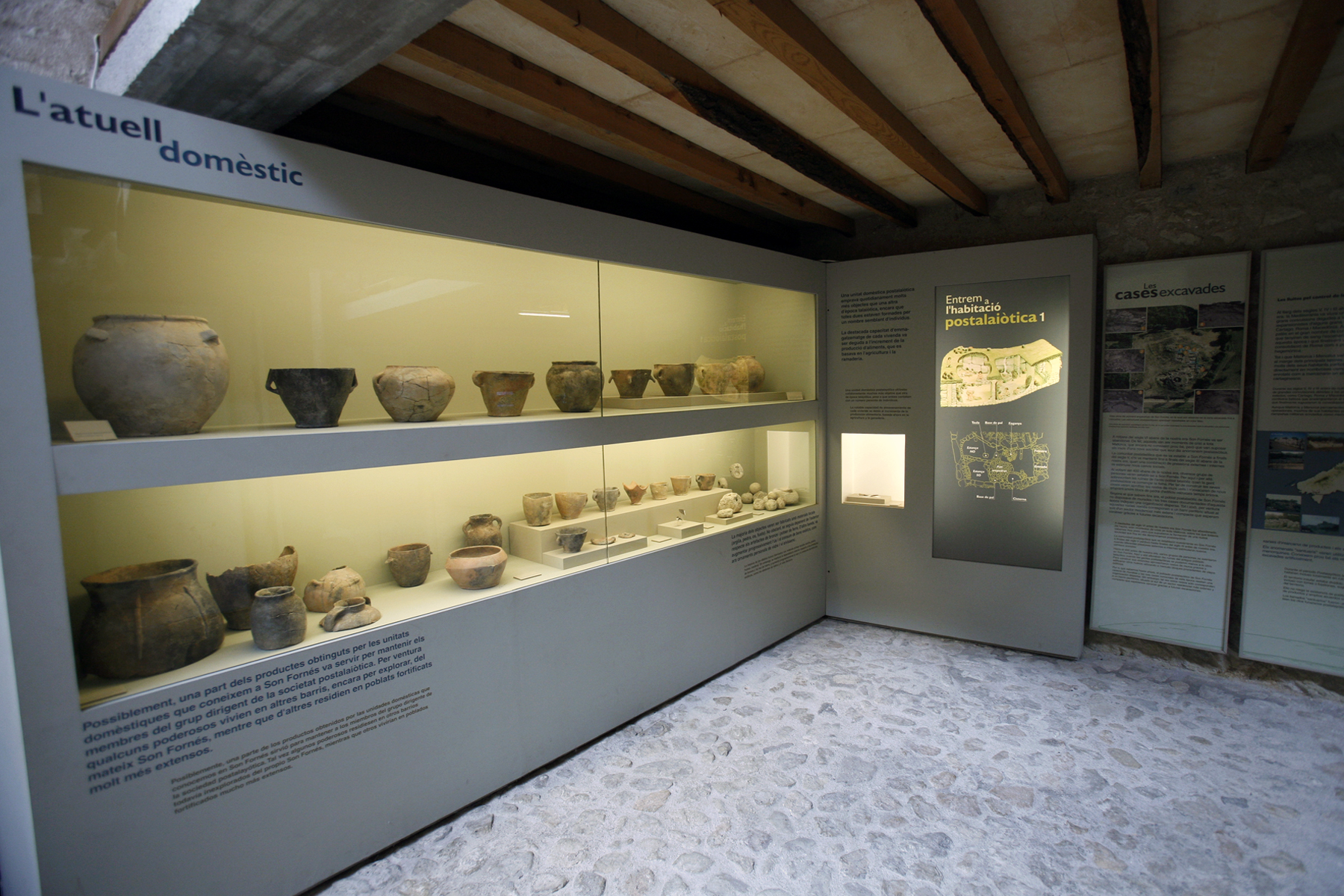
Sala posttalaiòtica

En aquesta sala s'observen els materials més significatius documentats a Son Fornés d'aquest període que precedeix la caiguda en desús dels talaiots i la fi del mode d'organització social que havia funcionat durant l'Època Talaiòtica. Bales de foner, denes de collaret i anells de bronze exemplifiquen entre altres el canvi de paradigma d'aquest moment i el nou esquema organitzatiu de la mà dels foners, guerrers especialitzats en el maneig de la fona o la bassetja que tanta importància van tenir en la dinàmica històrica del moment i que han romàs en l'imaginari balear com a figures enigmàtiques de la història de les Gimnèsies.

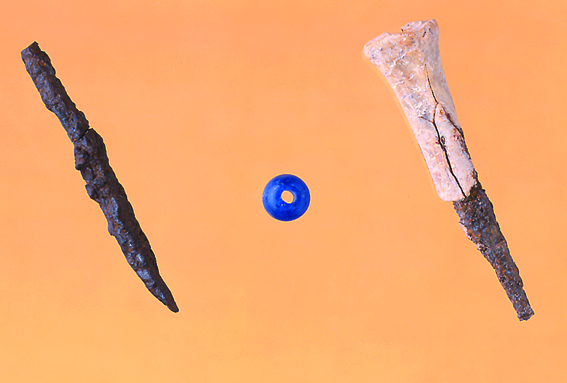
Punxons de ferro amb mànec d'os i dena de pasta de vidre blava

#### Sala clàssica/romana (250 a.n.e. - 100 d.n.e.)

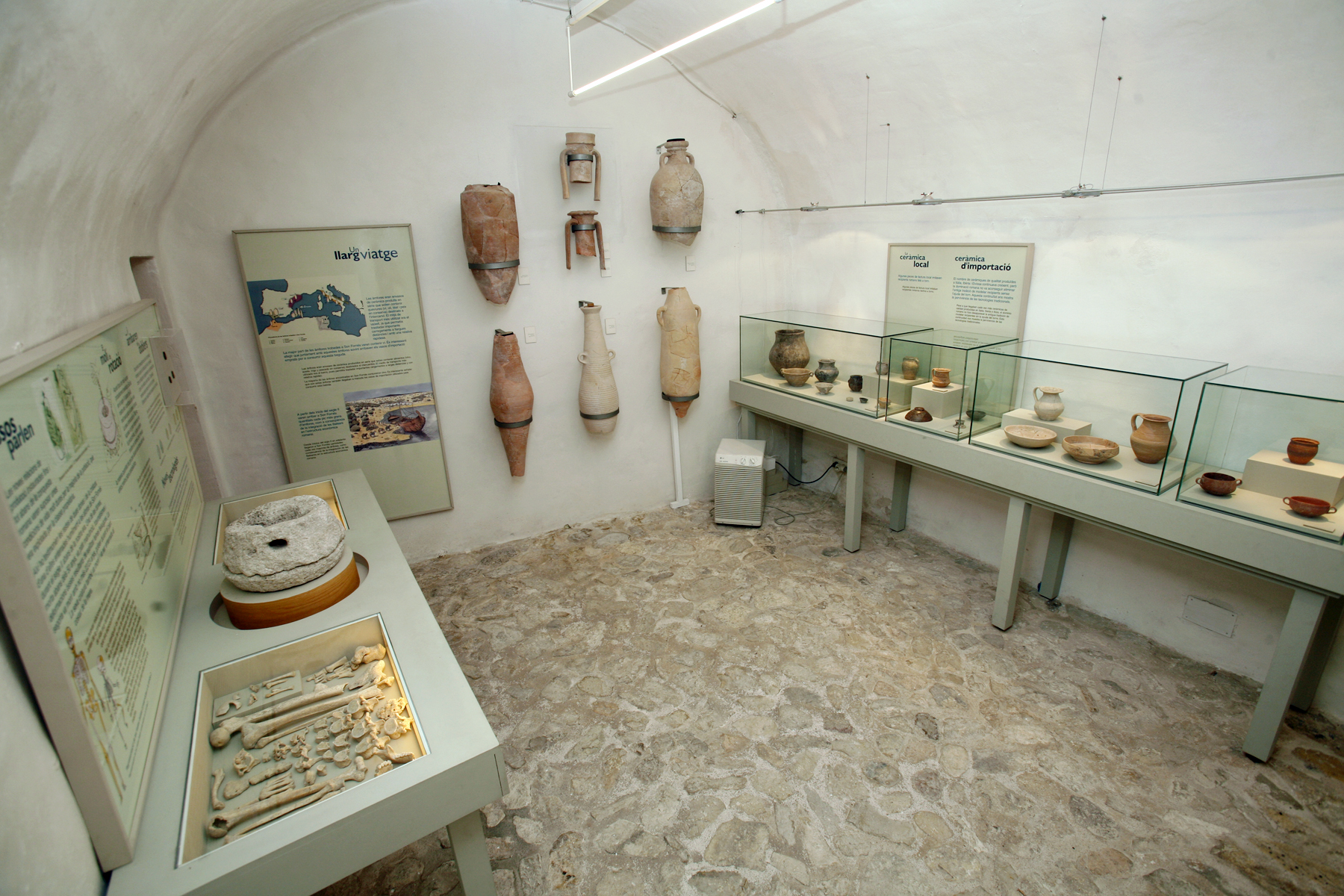
Sala d'època clàssica o romana

La sala d'època clàssica o romana mostra les evidències de la intensificació de l'arribada de productes forans consumits per la comunitat de Son Fornés, així com els canvis i les transformacions del jaciment en aquest període, dins les dinàmiques que patí l'arxipèlag en el moment que caigué sota l'òrbita romana amb l'ocupació de Cecili Metel i les seves tropes.

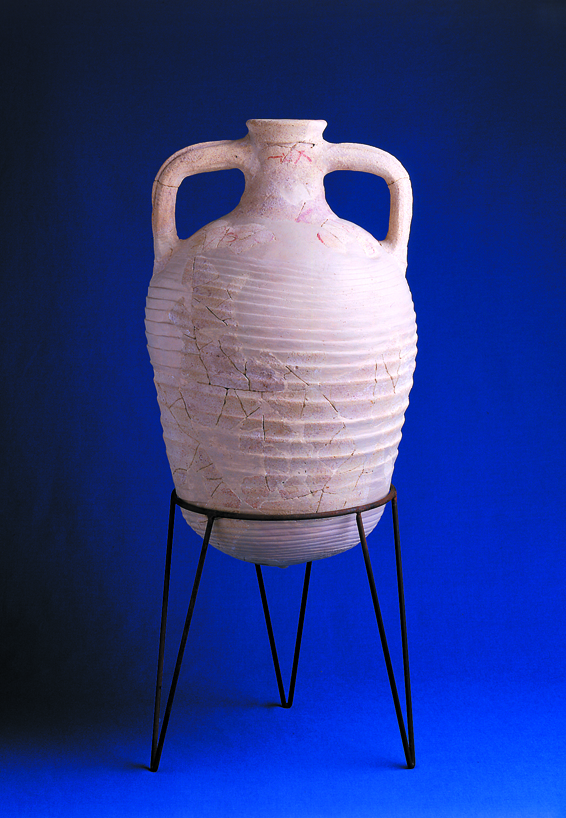
Àmfora romana d'Orient amb l'escriptura ΧΜΓ (Khriston Maria Genna).

Una mostra dels contenidors amfòrics trobats al jaciment presideix les importacions ceràmiques d'arreu de la mediterrània, així com la proliferació d'objectes de metall i l'exposició de l'única mostra de restes humanes que recull el museu, com és l'enterrament d'una dona jove i el seu fill que es va documentar a Son Fornés d'aquesta època.

#### Sala medieval (ss V - XIII d.n.e.)

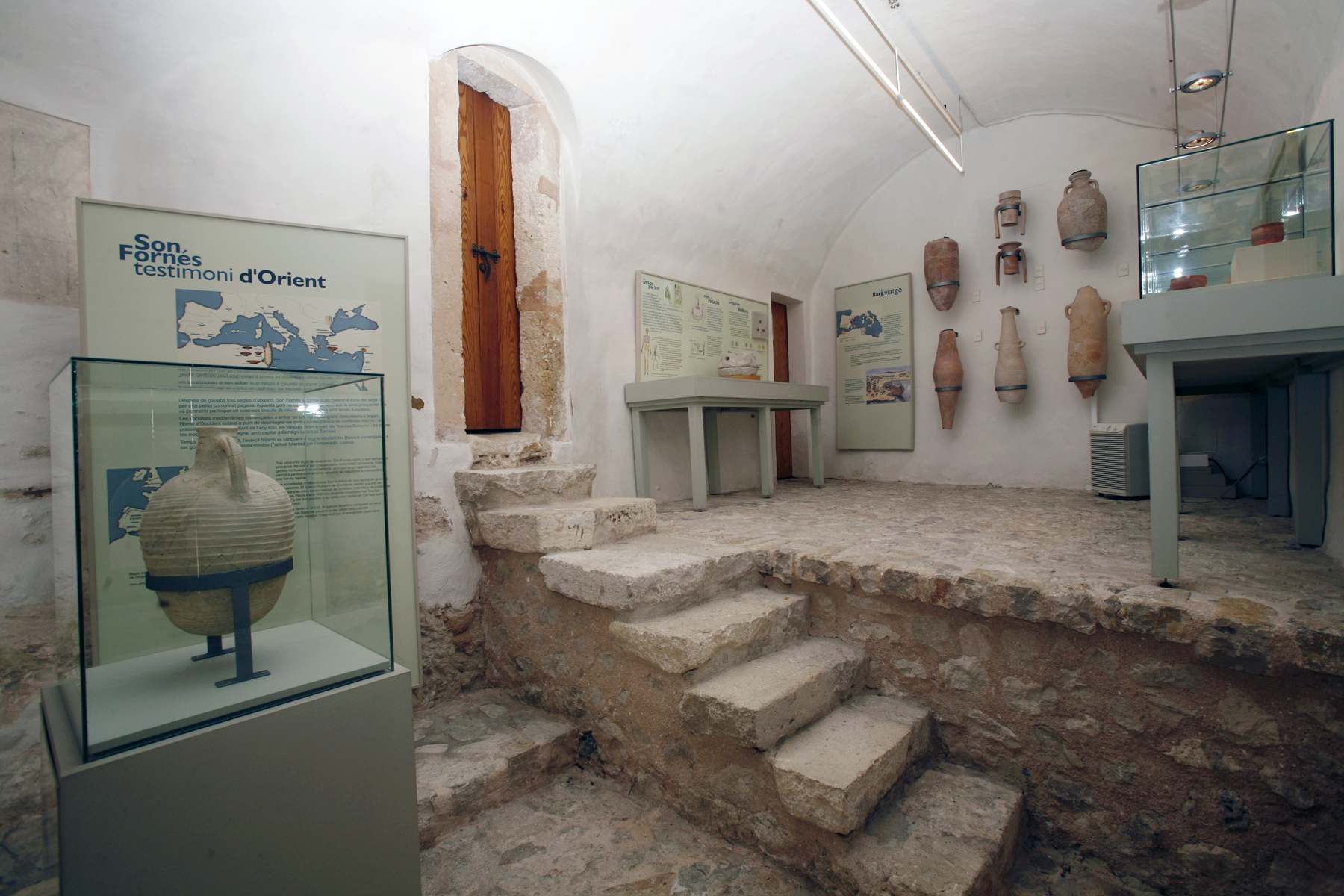
Sales d'època clàssica i medieval

Si bé és la de menor entitat, recull una de les peces més enigmàtiques del museu, com és una àmfora romana d'Orient amb la inscripció en pintura vermella les lletres gregues X M G, que corresponen a l'expressió abreujada "Xriston Maria Genna", traduïble com "Maria va concebre Crist"; consisteix en una consigna de la doctrina religiosa nestorianista (declarada herètica pel cristianisme i segons la qual en Crist s'unien dues persones, una divina i una altra humana), que arribà a Son Fornés des de Constantinoble.
Així mateix, la torre del molí està sent adaptada en aquests moments per acollir una ataifor (un plat islàmic) del segle xiii documentada al jaciment i que recentment ha estat exposada al Louvre en l'exposició temporal Le Maroc médiéval. Un empire de l'Afrique à l'Espagne.

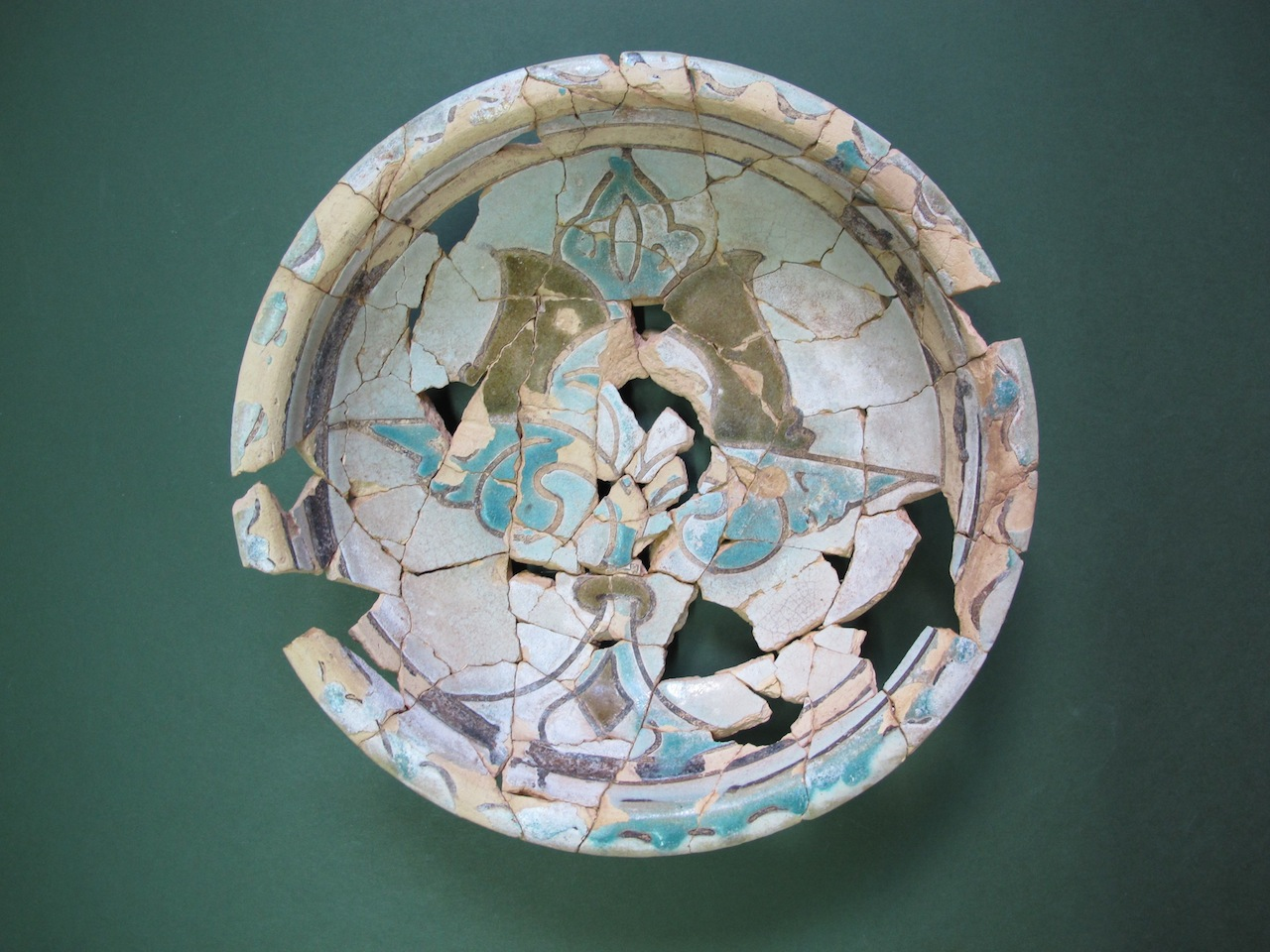
Ataifor del documentada al jaciment de Son Fornés

## Activitats
El Museu Arqueològic de Son Fornés compta amb un programa educatiu propi dissenyat especialment per al públic escolar, que constitueix el gran gruix de la gent que el visita cada any. A més, també es realitzen visites guiades per a tots als públics, i se celebren portes obertes el darrer diumenge de cada mes (didàctica i difusió).
Per altra banda, es duen a terme esdeveniments culturals ja siguin organitzats pel mateix equip de Son Fornés com per altres organitzacions culturals (oci i arqueologia), especialment locals, que fan servir l'espai del museu i del jaciment com a escenaris d'activitats: teatre, música, poesia, cinema o fotografia entre d'altres.